# Les Grandes Aventures
 (avril 2019).
- Si vous ne connaissez pas le sujet, laissez ce bandeau (vous pouvez alors contacter les auteurs).
- Si vous supprimez le contenu mis en cause (vous pouvez préalablement contacter les auteurs),

argumentez précisément cette suppression dans la page de discussion
(un manque de référence n'est pas un argument ; une recherche réelle de référence doit avoir été effectuée, être formellement documentée).
 (avril 2019).

La première planche d'un numéro des Grandes Aventures

Les Grandes Aventures est un hebdomadaire des éditions de Demain puis des éditions Théophraste-Renaudot. Le journal a paru tous les mardis entre le 26 septembre 1940 et le 27 janvier 1942. C'est un journal de grandes dimensions (28 x 38 cm). Le numéro est à un franc, l'abonnement de six mois à 23 francs et celui d'un an à 40 francs.

## Un périodique né sous le régime de Vichy

### La propagande de Vichy
Le régime de Vichy, mis en place le 10 juillet 1940, est « un gouvernement à la culture autoritaire, traditionaliste et moraliste, qui portait une forte attention à la formation de l’enfant ». Nous pourrions nous attendre, à l'installation d'un tel régime, à la mise en place d'une politique intensive d'uniformisation de la presse pour enfants. Cependant, comme le dit Thierry Crépin « Il n'existe pas une presse enfantine sous Vichy, mais des presses enfantines sous Vichy ». Le régime n'a pas pu, ou voulu, mettre en place une propagande efficace. Il n'est maître que d'une partie des illustrés enfantins. Toutefois, il ne faut pas minimiser son action, certes limitée, qui a laissé sa marque sur la presse. En somme, le régime n’impose qu’une propagande « modeste et archaïque » sans apporter une contribution au développement de la bande dessinée. 
Dans le nord, l'indifférence et la prudence dominent, seul Fanfan la Tulipe est partisan. D'après T. Crépin, il existe deux types de propagande. Celle qui s’exprime du début du régime jusqu'en hiver 1941-1942. C’est une propagande qu'il qualifie de franche comme dans les journaux de la Bonne Presse, ceux de l'Union des Œuvres ou encore dans le groupe Opera Mundi. La seconde est une adhésion au régime à partir de 1942 après une période d’indifférence quasi-totale. Ceci est le cas pour les maisons d’édition italiennes comme par exemple SAGE ou les Editions Mondiales ; rappelées à l’ordre en 1941 et soumises en 1942. 
Les manifestations de l’adhésion au régime sont multiples. D’abord, il y a la mise en avant du culte du maréchal, représenté à la fois comme le chef de l'État ainsi que le père de la patrie. Les thèmes de la Révolution Nationale sont présents comme : le nationalisme, la valorisation des figures héroïques de l’histoire française ; la préparation de la jeune lectrice au rôle de mère, etc. … Ensuite, un retour à la terre et, enfin, la marque d’un antisémitisme profond. 
La recomposition de la presse enfantine à la défaite est lente et incomplète. Si la quantité de titres est à peu près similaire, leur nature, elle, est très différente. Le régime de Vichy est responsable de l'existence mouvementée de certains périodiques et pour d’autres de leur extinction. C'est notamment le cas pour ceux qui dominaient le marché avant l'installation du maréchal comme le groupe des frères Offenstadt, de Paul Winkler ou de Del Duca, qui ont eu des problèmes avec le gouvernement. La guerre et le repli dans la zone sud ou dans d’autres pays, permettent l’expression de talents étouffés par la concurrence. Une nouvelle génération de dessinateurs apparaît. 
Il faut aussi prendre en compte le manque de papier. « Désormais, les journaux de la collaboration sont prioritairement approvisionnés, et c'est dans cette optique (et non en raison de son contenu) que la presse pour enfants est sacrifiée ». De ce fait, à Paris, beaucoup de titres disparaissent comme par exemple Pierrot, Lisette, Gavroche ou encore Les Grandes Aventure. Ceci est dû au manque de « papier et non faute de lecteurs ».

### L'histoire éphémère d'un journal inexpérimenté
« Dans la zone nord, les « très autorisée » Editions Théophraste-Renaudot lancent deux illustrés, Les Grandes Aventures et Gavroche ». Elles sont fondées par « un homme de main des nazis » : Eugène Gerber. C’est un alsacien qui abandonne le métier d’instituteur en 1918 pour une carrière de journaliste. Il ne connait de véritable succès qu'à partir de 1938, lorsqu'il se met au service de l’Allemagne nazie. Il mène en Alsace une grande propagande en faveur de l'Allemagne. Celle-ci est interrompue par la révélation de sa culpabilité dans une escroquerie. Pendant l’été 1940, il devient l’un des principaux agents de la Propagande-Staffel dans la presse parisienne. Grâce à ce statut, il obtient le fauteuil directorial de Paris-Soir ainsi que la gestion de plusieurs sociétés du groupe dans la zone occupée. Il est chargé de missions de confiance grâce à un « compte spécial » alimenté par des sommes prélevées dans l’exploitation de Paris-Soir. 
Il investit à titre personnel dans la Société auxiliaire des périodiques et, aussi, dans les Editions Théophraste-Renaudot. Elles sont créées le 30 septembre 1940 et elles sont rapidement devenues une florissante entreprise spécialisée dans la presse de distraction à destination des femmes et des enfants. 
Il confond ses propres fonds avec ceux de Paris-Soir et en 1942, les autorités allemandes mènent une enquête fiscale sur ses sociétés. Pour rembourser ses excès, Gerber est contraint de liquider l’ensemble de ses participations. Il quitte définitivement les éditions Théophraste-Renaudot le 4 mai 1942 lorsqu'il vend toutes ses parts.  
Gerber est totalement inexpérimenté dans le domaine de la presse enfantine. De ce fait, il essaye de recruter Cino del Duca après son retour à Paris en 1940. Ce dernier accepte la fonction de conseiller technique de l’hebdomadaire. Mais il n’a pas le temps d’exercer ses fonctions puisqu'il est licencié par Gerber pour son hostilité au fascisme. Après cet échec, Gerber sous-traite les réalisations de Lottario Vecchi. Cet éditeur italien, présent avant l’arrivée des Allemands, accepte rapidement car il est sous la menace d’une interdiction à la suite d'une perquisition de la police allemande dans sa filiale bruxelloise.  
Les Grandes Aventures montrent des signes d’une continuité entre les éditions de la Librairie moderne et la SAGE, comme le réemploi du même personnel. Au début, l'hebdomadaire utilise du matériel américain, italien et même yougoslave, mais ensuite, il développe un fond français. Pour cela, les Éditions Théophraste-Renaudot lancent beaucoup d’artistes qui n'ont pas les qualités adéquates comme par exemple : Francis Josse, un dessinateur industriel ; Pierre Leroy, un artiste peintre ; Raymond Jeannin, un animateur de dessin animé. 
L’hebdomadaire est publié tous les mardis du 26 septembre 1940 au 27 janvier 1942. Les numéros sont de grand format et sont composés de huit pages dont quatre sont en couleur. Deux « numéros spéciaux » sont parus : l’un pour Pâques (le numéro 29 du 8 avril 1941) et l’autre pour la rentrée scolaire de 1941 (le numéro 54 paru le 30 septembre). Ils sont composés de seize pages dont la moitié est en couleur. L’hebdomadaire est arrêté le 27 janvier 1942 après deux numéros de quatre pages à cause de la pénurie de papier. 

## Un rédactionnel de moins en moins présent
Une page, dans chaque numéro est dédiée au rédactionnel. Celle-ci est composée de manière variable avec les différents éléments suivants : 
- Message de la rédaction[6]
- Roman (ex : Le dernier des peaux-rouges J. Colombe ; L’assassin de lui-même par Henry Deville ; Haut les mains)
- Jeux amusants (les règles d’un jeu à plusieurs qui demandent un travail manuel préalable ; mots croisés ; de construction ; petit peintre ; Etes-vous observateur ?; etc.)
- Concours à primes (le jeu de l’absent ; Connaissez-vous la France ?)
- Bandes dessinées humoristiques (toujours texte sous image)
- Publicité (annonce de concours ; venue d’une nouvelle bande dessinée ; Gavroche)
- Le coin des lecteurs (lettres, poèmes ou dessins des lecteurs)
- Histoire et culture (histoire de certains jeux : les osselets, marelles ; Histoire anecdotique)

Souvent l'auteur de cela signe sous le nom de Kermorver.
On distingue quatre périodes dans la composition du rédactionnel : D'abord, ce sont des romans. Puis, elle est dominée par des jeux et des publicités. Ensuite, ce sont les bandes dessinées humoristiques. Enfin, les deux tiers de la page sont dédiés à la bande dessinée policière avec des traits humoristiques. La place du rédactionnel sur cette page diminue au profit de la bande dessinée.

## Les collaborateurs du journal

### Les principaux collaborateurs (dessinateurs et scénaristes)

#### René Brantonne, 3 janvier 1903 – 16 octobre 1979
René Brantonne commence sa formation à l’école des Beaux-Arts. Il travaille comme artiste publicitaire et illustrateur pour le cinéma (en particulier pour des firmes américaines) dès 1925, en plus de fréquenter un atelier de photogravure. Dès le début des années 1930 jusqu’à 1978, il crée des centaines de bandes-dessinées qu’il réalise pour plusieurs éditeurs. Dans les années 1940, à la suite de la disparition de ses activités, il se reconvertit dans la bande-dessinée où il n'a aucune expérience. Il apprend donc au fur et à mesure et devient alors l’un des dessinateurs français les plus sollicités par la presse jeunesse sous l’Occupation. De ce fait, il illustre plusieurs histoires dans les Grandes Aventures des éditions Théophraste Renaudot comme l’Homme d’Acier, Robinson Crusoé et Buffalo Bill. Mais souvent, son travail est bâclé, maladroit, sans oublier le fait qu’il lui arrive de plagier ses pairs.

#### Erik (André René Jolly), 7 juillet 1912 – 13 août 1974
En 1930, l’année où il passe son baccalauréat, André René Jolly présente ses premières illustrations à l’animateur Jean Nohain (alias Jaboune) le responsable de l’hebdomadaire Benjamin. Ces neuf dessins mettant en scène Ratinet dans Un trop bon déjeuner sont acceptés et publiés dans Cœurs vaillants au mois de juillet de la même année. Cependant, pour éviter des problèmes avec son père, qui n’apprécie guère le fait que son fils opte pour une carrière artistique, il prend le pseudonyme de J. H. Érik, puis de Jérôme Érik, qu’il simplifiera, plus tard, en Érik (les prénoms scandinaves étant alors très prisés). Après trois autres apparitions dans Benjamin et Cœurs vaillants, en 1931 il lance son propre magazine qui mélange des bandes dessinées et des textes : au total on dénombre vingt-six numéros de l’hebdomadaire Les Exploits extraordinaires d’Oscar Bill le roi des détectives. Mais c’est un échec et Érik revient alors à Benjamin et Cœurs vaillants. Il fournit Fricasse détective dans Les Jeunes de France (1934-1935) et diverses illustrations dans le journal Allo ! entre 1937 et 1939, ainsi que pour des ouvrages de Jaboune ou Henri Kubnik, entre 1933 et 1948 (Les Jumeaux A5 chez Alcan en 1933), Friquet sur sa locomotive ou Friquet pilote de ligne chez Plon en 1936 et 1937, Histoires à dormir debout chez Nelson en 1937) … Cependant, il n’a effectué aucun autre essai dans d’autres formes d’art bien qu’il soit un passionné de jazz. Pendant la Seconde Guerre mondiale, Érik travaille aussi pour d’autres journaux illustrés destinés à la jeunesse comme Gavroche (avec Le Professeur Globule contre le docteur Virus en 1941 et 1942, (une histoire mettant en scène l’un de ses premiers savants fous). Ou, Les Grandes Aventures : avec Martin Gale, détective amateur en 1941, Le Chevalier Trancheroc de 1941 à 1942, dont un album est publié par les éditions Théophraste-Renaudot en 1941. Pendant la Seconde guerre mondiale, Érik travaille également pour Le Téméraire avec Dr Fulminate et Pr Vorax.

#### Edmond-François Calvo, 26 août 1892 - 11 octobre 1958
Edmond-François Calvo est spécialisé dans la bande dessinée animalière où il y introduit une critique sociale. En même temps qu’il est un caricaturiste pour Le Canard Enchaîné, Calvo exerce plusieurs professions comme par exemple aubergiste ou sculpteur sur bois. En 1938, il commence à travailler pour les frères Offenstadt (Société Parisienne d’Edition – S.P.E) et contribue aux magazines Fillette (de 1938 à 1941), L'Épatant (1938), L'As (de 1938 à 1940), Junior (avec Le Chevalier Chantecler et D'Artagnan de 1938 à 1942). Il produit également des albums comme Robin des Bois, Les Voyages de Gulliver et trois épisodes de Patamouche. Il a aussi contribué à des périodiques comme Les Grandes Aventures (Tom Mix), France-Soir Jeudi (Le Capitaine Fracasse), et Hardi les Gars ! (La Panthère Blanche)…

### Liste complète des artistes (dessinateurs et scénaristes) ayant collaboré à l’hebdomadaire
- Alain Taff
- Brantonne
- Bone
- Calvo
- Daniel Lapauze
- Erik
- Francis Josse
- Henry Deville
- J. Colombe
- Kermorver
- Louise Fantini
- Marc
- Pierre Leroy
- Raymond Jeannin
- Santy
- Vera

## Liste exhaustive et hiérarchisée des bandes dessinées présentes dans le journal

### Des thèmes principaux identiques tout au long du journal
Les thèmes principaux des bandes dessinées sont le western (Les aventures de Buffalo Bill ; Tom Mix chevalier du far-West), les naufrages (L’île au mystère), les enquêtes policières (Le roi des contrebandiers) et les super-héros (Le justicier) et enfin l’exotisme. Cependant, la violence est omniprésente dans les bandes dessinées. Elle se traduit par des combats, des coups de feu, etc. … Elle n’est pas censurée. De plus, les scènes de violence ont lieu la plupart du temps contre des personnes de couleur. Dans Tom-mix chevalier du far-West ou Les aventures de Buffalo Bill, les indiens sont tués. Tout comme dans Les étranges aventures de Robinson Crusoé et de Vendredi où ce sont des indigènes noirs qui sont tués. Cependant, il semble qu’une scène ait été censurée dans Orient Express. Il semblerait qu’un fouet ait été supprimé ainsi qu'une scène de torture. 
Il y a, cependant, deux bandes dessinées assez singulières : La vengeance de Krishna et Le Char sous-marin (auteur inconnu). La première est une bande dessinée appartenant au genre de la fantaisie. Elle raconte l’histoire d’un homme qui conte son plus pénible souvenir : il a essayé, en vain, de sauver une jeune femme du nom de Korda, condamnée à mort par une secte. La seconde est une bande dessinée de science-fiction qui raconte l'histoire du naufrage du Corsaire dont seul le mousse Victor réchappe. Le bateau fut coulé par un char sous-marin commandé par des pirates. Le mousse entre dans l'équipage pirate avec pour but de venger ses camardes.  
Dans la grande majorité des planches, le nom du dessinateur et/ou du scénariste n’est pas mentionné. Cependant, souvent, sur les bandes dessinées sont précisés les termes de « Copyright AGO ». 

### Liste des œuvres

#### Les œuvres majeures (une planche en couleur)
- Tom-mix chevalier du Far-West, par Calvo
- Le Justicier, par Brantonne
- L'Homme d'acier, par Brantonne
- La Vengeance de Krishna
- La Merveilleuse Histoire de Bertrand le Preux
- Les Étranges Aventures de Robinson Crusoé et de Vendredi, par Brantonne
- Les Aventures de Buffalo Bill, par Brantonne
- Jean Laffitte le corsaire gentilhomme (épisode 1 : Jambe de bois, épisode 2 : L'Île de la tortue, épisode 3 : L'Îlot du Désespoir), par Brantonne
- Les Fils du capitaine Rosa

#### Les œuvres de remplissage
Cette catégorie désigne les bandes dessinées qui ne possèdent pas de place constante dans le journal. Ce sont des bandes dessinées qui servent compenser le manque de matériel notamment lors de la fin d’une bande dessinée.
- Les Aventures de Françoise et de Claude
- Cœur de prince
- La Reine Blanche
- La Princesse Nadia

#### Les œuvres secondaires
- Le Dernier Mousquetaire
- Le Cavalier noir
- L'Île convoitée
- Le Mystère de Ker
- La Vengeance d'Alvarez
- Les Rebelles de San Joao
- Le Char sous-marin
- L'Informateur fantôme
- Le Grand Faucon
- La Course aux millions
- Martin Gale, détective amateur, par Erik
- Les Aventures du détective Grant, le roi des contrebandiers
- Coco le terrible
- Orient Express
- Le Secret de Bouddha
- Trancheroc « l'invincible »
- Tarass Boulba

#### Les œuvres mineures
- L'Enfant de la brousse
- L'Œil de faucon
- Le Petit Mousse
- L'Île du mystère
- Le Trésor de la forêt vierge
- La Fille du capitaine
- Le Mystère du Dalaï Lama
- La Cité des templiers
- Ali Baba et les Quarante voleurs

#### Les œuvres présentes une seule fois (dans les numéros spéciaux)
- Le Tigre de Tacubaya
- Le Cavalier masqué
- Le Songe d’une nuit de Pâques, par Vera
- L'Aigle des mers
- Des messagers humains à l’aviation postale, texte d'Alain Taff, dessin de Santy
- La Dernière Ruse, par Marc
- De flèche-au-vent, par Marc
- L'Intrépide Amazone

## L'inspiration des auteurs

### La présence étrangère
Les auteurs trouvent du matériel dans les travaux américains, italiens ou bien yougoslaves. 
Dans le cas du matériel américain : 
- Dans L’Homme d’acier : Brantonne « crée » son personnage principal en s’inspirant de celui de Superman (crée en 1933 par Jerry Siegel et Joe Shuster) et, surtout, du personnage de l’Agent Secret X-9 de Dashiell Hammett et Alex Raymond, crée en 1934.
- Dans Les aventures de Françoise et de Claude : c’est l’œuvre de Kemp Starett qui est copiée.
- Dans Le justicier[6] : c’est toute l’histoire de Batman (crée en 1937 par Bob Kane) qui est reprise.

Dans le cas du matériel italien :
- Dans La Princesse Nadia et L’Ile convoitée : les auteurs reprennent l’œuvre de G. Cappadonia.

Dans le cas du matériel yougoslave : 
- ce sont les œuvres de Djuka Jankovic ou de Lobacev.

Les auteurs s'inspirent aussi des univers exotiques liés à leur connaissance de certains lieux. Comme par exemple Le mystère du Dalaï Lama pour l’Inde, Tarass Boulba pour la Pologne, La fille du capitaine pour la Russie, Tom-mix chevalier du far-West et Les aventures de Buffalo Bill pour les États-Unis, L’enfant de la brousse pour l’Afrique… 

### Des inspirations puisées dans les œuvres littéraires
Plusieurs bandes dessinées semblent s’inspirer d’œuvres littéraires préexistantes. En effet, on remarque des similitudes avec le personnage de Tarzan seigneur de la jungle (1912), créé par Edgar Rice Burroughs ou encore Le Livre de la jungle (1894) de Rudyard Kipling. Et plus particulièrement avec la bande dessinée L'Enfant de la brousse, où André, un petit garçon est adopté et élevé par une lionne. On retrouve également des poncifs tels que les habits en peau de panthère.
Concernant les bandes dessinées d’aventures, les auteurs s’inspirent peut-être de romans comme L’Île au trésor de Robert Louis Stevenson (1883) dans Jean Laffitte le corsaire gentilhomme. Par le nom de certains personnages qui reprennent ceux du roman, la mention de l'Hispaniola dans la bande dessinée qui est le nom du bateau dans le roman… Ou encore, L'Île mystérieuse de Jules Verne de par le titre d’une bande-dessinée : L’Île du mystère (même si le contenu est très différent de celui du roman).
Comme autre exemple, on peut citer La Fille du capitaine qui est une adaptation en bande dessinée du roman de A.C. Pouchkine publié en 1836. Les étranges aventures de Robinson Crusoé et de Vendredi s'inspirent du roman de Daniel Defoe publié en 1719. Les auteurs s’inspirent aussi de Les Mille et Une Nuits (avec la bande dessinée Ali Baba) traduits par Antoine Galland en 1701. Et enfin, L’Œil de faucon est réalisé à partir de l’œuvre de James Fenimore Cooper…

### Les références historiques et mythologiques
Les références historiques et mythologiques sont présentes dans plusieurs bandes dessinées. Dans L’Ile convoitée nous pouvons reconnaître le réemploi du mythe des Amazones dans l’existence d’une communauté exclusivement de femmes. Cependant, ces femmes guerrières sous la plume de l’auteur perdent de leurs capacités de combat. Dans La merveilleuse histoire de Bertrand le Preux, qui se situe à l’époque médiévale, on note des références aux serfs, aux écuyers, aux paysans… Dans Jean Laffitte le corsaire gentilhomme, il est fait mention dans l’énoncé du premier épisode de la guerre de Sécession américaine et de la Révolution française. Ou encore aux épisodes de la conquête de l’Ouest dans Les aventures de Buffalo Bill avec la présence de véritables personnages historiques tels que William Frederick Cody (Buffalo Bill) ou Jeanne Calamité (inspirée du personnage réel de Martha Cannary - Calamity Jane).
« Les Grandes aventures […] proposent des récits où la trame se situe en Outre-mer », plus largement les auteurs utilisent toutes les connaissances qu’ils possèdent sur les anciennes colonies françaises pour en faire les cadres de leurs intrigues. Ceci permet la glorification de l’Empire colonial et de ceux qui l’ont fondé, comme par exemple L’enfant de la brousse.  

### La place de la religion catholique
Les valeurs religieuses chrétiennes sont présentes dans la grande majorité des bandes dessinées. Même si les péripéties ont lieu dans des pays asiatiques, africains ou en Amérique, les références à la religion chrétienne sont présentes. Par exemple, dans L’enfant de la brousse « seigneur, protégez-nous !», « mon dieu, secourez moi », « que le seigneur en soit loué » … On remarque la présence de « l’eau sainte qui doit effacer tous vos péchés » dans Le mystère du Dalaï Lama alors que l’action se situe en Inde.  Dans La course aux millions : « au nom du ciel, pitié pour nous ! », « c’est le salut », « merci mon Dieu ! », dans Jean Laffitte le corsaire gentilhomme où le capitaine des pirates prononce « grâce à dieu » … Ou encore dans Le mystère de Ker, on remarque la présence du moine Boniface appelé « sa béatitude Boniface ».
Plusieurs autres religions sont présentes au sein des différentes bandes dessinées. On retrouve des références à Allah dans Le mystère du Dalaï Lama par exemple. La religion juive est également présente. Le personnage qui l’incarne dans Tarass Boulba est représenté de manière stéréotypée et caricaturale.  
Hormis les valeurs religieuses, on note la présence de valeurs telles que la loyauté, la fidélité, l’honneur et la bravoure. Ces valeurs sont mises en exergue par la fidélité que doit le « serviteur » à son maître (Vendredi envers Robinson), ou entre associés (Sandy et Tom).

## Les personnages stéréotypés

### Le personnage principal masculin: le héros blanc
Le personnage principal masculin est toujours construit sur le même modèle du héros courageux et vertueux. Le héros est dans toutes les bandes dessinées un homme blanc, de type européen. Par exemple, dans Tom-mix chevalier du far-West le héros est un homme blanc, fort, intrépide, intelligent et brave. Dans le numéro 44, alors que Sandy est blessé, Tom est là pour le sauver. Le héros blanc est toujours représenté plus fort que son compagnon noir plus lâche, moins intrépide et un peu gauche. Par exemple, lorsque Tom est attaqué par un serpent, il est sauvé par Sandy qui l’assomme avec un gros caillou. Cet acte n’est pas très héroïque car lorsque dans le numéro 45 le serpent attaque Sandy, Tom le sauve en étranglant le serpent avec ses mains. Cet acte est plus héroïque. Dans Le mystère du Dalaï Lama, Maître Al est qualifié de « dzigit blanc » alors que l’action se passe en Inde. En effet, celui qui doit sauver la fille du rajah, kidnappée par des tartares et des Tibétains, doit être un homme « blanc ». Tous les héros masculins sont blancs ou représentés avec des traits européens et la plupart ont des prénoms européens et surtout français : André dans l’enfant de la brousse, La merveilleuse histoire de Bertrand le preux, Jacques et Paul dans La course aux millions, Raoul dans l’île du mystère, Jean Laffitte le corsaire gentilhomme, Charlie dans Orient Express…

### Les femmes pieuses
Les femmes : on retrouve différents profils et différentes représentations de la femme au sein des Grandes Aventures. Au fur et à mesure des numéros, elles « s’émancipent » dans le sens où elles ne jouent plus uniquement le rôle de personnage à sauver. Parmi les exemples de demoiselle en détresse, enlevée et à ramener à son père, on peut citer la fille du rajah dans Le mystère du Dalaï Lama, la demoiselle Dona Mercedes Diego dans La course aux millions, Annie dans Jean Laffitte le corsaire gentilhomme, Juanita dans Tom-mix chevalier du far-West et Velga (la fille du gouverneur de Hollande) dans Le petit mousse… Cependant, on trouve aussi des femmes qui savent se défendre, tirer au pistolet et débrouillardes. Par exemple Jeanne Calamité dans Buffalo Bill, ou encore Lucie qui sauve la Popote et attaque les indiens dans Tom-mix chevalier du far-West, Jeanne dans L’enfant de la brousse est attaquée par un ours et lui tire dessus. Ketty Milton dans Orient Express, bien qu’elle soit kidnappée reste digne, forte, courageuse et brave.

### Les personnages de couleur
Les personnages de couleur sont représentés de manière assez caricaturale et stéréotypée. Leurs traits sont grossiers, ou similaires à ceux de singes dans certaines bandes-dessinées (comme dans Les étranges aventures de Robinson Crusoé et de Vendredi).   
Tom-Mix chevalier du far-West, Sandy est représenté de manière « moins esthétique » que son compagnon Tom. De plus, les personnages de couleur en plus d’être dessinés de manière grossière et caricaturale ont souvent un caractère moins héroïque et un tempérament moins brave que les personnages blancs. A plusieurs reprises et dans les différentes bandes-dessinées, les personnes noires sont qualifiées de « vieux » ou « gros » « singes », de « macaque », de « négrillons », de « nègre » … Dans L’enfant de la brousse, les personnes de couleur sont des indigènes méchants, sauvages, barbares, peu dégourdis, niais et non civilisés. De plus, l’image caricaturale des noirs qui veulent la peau de blancs à cause de superstitions est mise en avant. Il en va de même pour les personnages d’origine asiatique qui jouent le rôle des bandits, des kidnappeurs, etc. 
Erik s'adonne aussi à quelques traits d'humour sur les personnages de couleur comme c'est le cas dans Martin Gale, détective amateur. 
Ainsi, de manière générale, les personnes de couleur sont en conflit avec des personnes blanches / de type européen. Toutefois, l’exemple de Vendredi contraste. Vendredi est un indigène mais qui est fidèle et loyal à son maître Robinson, en plus d’être intrépide, fort, courageux et brave. Bien qu’il soit un indigène, il possède les mêmes qualités que les personnages blancs. C’est pourquoi il est représenté avec des traits européens et à la peau beaucoup plus claire que les autres indigènes présents dans Les étranges aventures de Robinson Crusoé et de Vendredi. 
Toutefois, dans Le mystère du Dalaï Lama, le personnage qui est à l’origine de l’enlèvement de la princesse est un méchant qualifié d'européen et qui décrédibilise l’eau sainte. Par ses traits caricaturaux, on peut penser qu’il s’agit d’une représentation d’un juif.